# Club Balonmano Alicante
Der Club Balonmano Alicante (spanisch, deutsch: Handballclub Alicante), kurz: CB Alicante, war ein spanischer Handballverein aus Alicante (valencianisch: Alacant). Vorgänger war der Club Deportivo Obras del Puerto (spanisch, deutsch: Sportclub Hafenwerke). Abhängig von Sponsoren spielte der Verein unter den Namen Calpisa Alicante, Hércules-Calpisa, CB Tecnisa Alicante, CB Tecnisán Alicante und Helados Alacant.
Die erste Männer-Mannschaft spielte in der División de Honor und gewann mehrmals die Meisterschaft und den Pokalwettbewerb.

## Geschichte
Im Jahr 1952 wurde in Alicante (valencianisch: Alacant) der Club Deportivo Obras del Puerto (CD Obras del Puerto) gegründet, ein Sportverein mit Leichtathletik-, Basketball- und Handball-Angeboten. Vereinsmitglieder war Hafenarbeiter der Stadt. Die Handballabteilung wurde schnell die erfolgreichste des Vereins und verdrängte die anderen. Der Club aus Alicante war eng mit der Fußballmannschaft Hércules de Alicante verbunden und war eine reine Amateurmannschaft. Gespielt wurde im Freien, auf Kleinfeldern auf den Docks des Hafens. Die erste Mannschaft gewann in der Saison 1952/1953 die Liga Provincial und qualifizierte sich damit für die Teilnahme an spanischen Pokalwettbewerb. Mehrmals gewann man die Liga Provincial und die Liga Regional, was auch zur Teilnahme am Viertelfinale der spanischen Meisterschaft berechtigte. Im Jahr 1958 gehörte der Verein zu den Gründungsmitgliedern der División de Honor, Spaniens oberster Liga.
In der División de Honor erreichte man in der ersten Saison (1958/1959) den 4. Platz, in der Spielzeit 1959/1960 den zweiten Platz. Zu den bedeutenden Spielern dieser Zeit im Verein gehörte „Pitiu“ Rochel (1943–2001). 1967 stieg der Verein in die Primera División, die damalige zweite Liga, ab. Vier Jahre spielte der Verein in dieser Liga, dann schaffte man unter Trainer Gerardo López-Cuadra den Wiederaufstieg in die División de Honor. Da die FEBM mittlerweile von den Teams eine Sporthalle für die Spiele forderte, wurde zunächst auf dem ehemaligen Flugplatz im Stadtteil Rabasa in einem ehemaligen Flugzeughangar eine solche eingerichtet, später dann eine Halle auf dem Berg Tossal gebaut.
Zu Beginn der Erstligasaison 1971/1972 wurde die örtliche Immobilien Compañía Alicantina de Promociones Inmobiliarias S.A. (CALPISA) wirtschaftlicher Partner des Vereins, der daraufhin ab 1974 nach dem Sponsor den Namen Club Balonmano Calpisa erhielt. Damit begann auch der sportliche Erfolg des Vereins, der Spieler wie Víctor Lafuente, „Goyo“ López, Santos Labaca, José Perramón, José Taure, „Poli“ und Eleutero Mirete verpflichtete. In der Spielzeit 1974/1975 gewann die Mannschaft erstmals die Meisterschaft sowie, mit dem Gewinn des spanischen Pokalwettbewerbs dieser Saison, das Double.
Der Verein wurde zu dieser Zeit professionell geführt und gemanagt und galt auch vielen Spielern als attraktiver Arbeitgeber, zu Auswärtsspielen reiste das Team als einzige spanische Mannschaft per Flugzeug an. Trainer López-Cuadra, der bei der Armee beschäftigt war, leitete jeden Nachmittag die Trainings, die beim Verein engagierten Nationalspieler waren Voll-Profis. Für Siege gab es Bonuszahlungen und Reisen.
Unter dem neuen Trainer Miguel Roca und mit den neuen Spielern Vjekoslav Mitrović (dem ersten ausländischen Spieler im Verein, er blieb bis 1983 der einzige Ausländer) Miguel Cascallana, „Nacho“ Novoa, Juan Pedro de Miguel gewann der Verein auch in der Saison 1975/1976 das Double aus Meisterschaft und Pokal. Erstmals startete der Verein auch in einem europäischen Vereinswettbewerb, in der Saison 1975/1976 des Europapokals der Landesmeister schied das Team im Viertelfinale gegen den späteren Pokalsieger RK Borac Banja Luka aus. Den dritten spanischen Meistertitel gewann die Mannschaft aus Alicante in der Spielzeit 1976/1977, ebenso wie den dritten nationalen Pokal. In der Europapokalsaison 1976/1977 verlor das Team im Viertelfinale gegen den späteren Pokalsieger Steaua Bukarest. Zur Saison 1977/1978 stießen „Juanjo“ Uría und Juan Francisco Muñoz mit zum Kader des Vereins. Im Europapokal der Landesmeister 1977/1978 schied das Team im Halbfinale gegen Śląsk Wrocław aus; das Erreichen dieses Halbfinales stellte den bis dato größten Erfolg einer spanischen Handballmannschaft in europäischen Wettbewerben dar.
Wirtschaftliche Gründe führten dazu, dass sich der Verein in der Folge von einigen Spielern trennen musste. Alicante gewann in der Saison 1977/1978 die vierte nationale Meisterschaft hintereinander; im nationalen Pokalwettbewerb schied man jedoch im Halbfinale gegen Atlético de Madrid aus. Nach dieser Spielzeit beendete Pitiu Rochel seine Spielerkarriere und wurde Assistenztrainer des Vereins; als Ersatz wurde der junge Javier Cabanas verpflichtet. Mit ihm und den Spielern Perramón, de Miguel, Labaca, López, Jesús Albisu, Miguel Castaño, Muñoz, Novoa, Uría, „Poli“, Taure, Cascallana, Eugenio Mazorra und Mario Hernández wurde Calpisa Zweiter in der Meisterschaft und im Pokal Spaniens, in der Saison 1978/1979 des Europapokals der Landesmeister schied die Mannschaft im Viertelfinale gegen Dinamo Bukarest aus.
Trainer Miguel Roca wurde zur Spielzeit 1979/1980 durch Pitiu Rochel ersetzt. In der spanischen Liga belegte das Team wieder den 2. Platz, im spanischen Pokalwettbewerb gelang wieder der Turniersieg. Erstmals spielte Calpisa Alicante auf europäischer Ebene im Europapokal der Pokalsieger und gewann dessen Saison 1978/1980 nach zwei Siegen im Finale gegen den VfL Gummersbach. Im Aufgebot von Trainer Pitiu Rochel standen Juan Pedro de Miguel, Víctor García Borrás, Javier Cabanas, „Goyo“ López, Jesús Albizu, José Luís Soriano („Poli“), Miguel Ángel Cascallana, „Nacho“ Novoa, Juan Francisco Muñoz, Miguel Castaño, Eugenio Mazorra, Mario Hernández, Santos Labaca, „Paco“ Morán, José Luís Egea, José Manuel Tauré und Jorge Aráez Cañavate. Die Spielzeit 1980/1981 in Spanien beendete der Verein auf dem 3. Platz der División de Honor.
Das Unternehmen Calpisa zog sich zurück, der Verein wurde 1983 nach dem neuen Hauptsponsor, dem städtischen Wasserwerk, in CB Tecnisa Alicante (1983) bzw. CB Tecnisán Alicante (1984) umbenannt. Ab 1983 wurden auch wieder internationale Spieler verpflichtet. In der Spielzeit 1983/1984 belegte man Platz 3 der División de Honor. Der Verein gehörte im Jahr 1984 zu den Gründungsmitgliedern der Asociación de Clubes Españoles de Balonmano. In der Saison 1984/1985 belegte man wieder den 3. Platz der División de Honor. César Argilés trainierte die Mannschaft in der Saison 1985/1986, in der nochmals ein Gewinn in der Copa del Rey gelang. Die Spielzeit 1986/1987 beendete der Verein nochmals auf dem dritten Platz der División de Honor. Im IHF-Pokal unterlag das Team in der Spielzeit 1985/1986 im Finale gegen Rába Vasas ETO Győr.
Im Jahr 1988 wurde das Unternehmen Helados Hauptsponsor und der Verein in CB Helados Alacant umbenannt.
Aufgrund wirtschaftlicher Schwierigkeiten nach dem Verlust des Hauptsponsors zog der Verein im Jahr 1992 auf Einladung der Stadtverwaltung von Benidorm in die Nachbarstadt Alicantes um und spielte nochmals in der División de Honor; nach nur einem Jahr aber musste der Verein seine Mannschaft im Jahr 1993 aus der ersten Liga zurückziehen.

### Namen
Der Verein trat unter folgenden Namen an:
- 1952–1971 CD Obras del Puerto
- 1971–1972 Obras Puerto-Calpisa
- 1972–1973 Calpisa-Obras Puerto
- 1973–1981 CB Calpisa
- 1981–1982 Hércules-Calpisa
- 1982–1983 Tecnisa Alicante
- 1983–1988 Tecnisán Alicante
- 1988–1992 Helados Alacant
- 1992–1993 Balonmano Benidorm

In Zusammenarbeit mit den anderen örtlichen Handballvereinen spielten Teams aus Alicante fortan als CB Estudiantes in der Segunda División, stieg dann in die Primera División auf und weiter in die División de Honor B, die zweite Liga Spaniens. Dort übertrug man das Startrecht an den im Juli 2000 gegründeten Verein BM Alicante Costa Blanca, der in den Spielzeiten 2000/2001 und 2001/2002 jeweils den 4. Platz belegte. Zur Saison 2005/2006 wurden die finanziellen Probleme zu groß für den Verein.
Handball in Alicante wird heute noch in den Vereinen Club Fundación Balonmano Agustinos Alicante und Club Balonmano Eón Alicante betrieben.

### Erfolge
Zu den Erfolgen des Vereins gehören:
- spanische Meisterschaft 1975, 1976, 1977 und 1978
- spanischer Pokal 1975, 1976, 1977, 1980 und 1986
- Europapokal der Pokalsieger 1980

## Spieler
Zu den bekannten Spielern gehörten Dragan Mladenović, Časlav Grubić, Radivoje Krivokapić, Juan Francisco Muñoz, Robert Hedin und Javier Cabanas.

## Trainer
Zu den Trainern zählten Miguel Roca Mas und Pitiu Rochel. In der Saison 1985/86 war César Argilés Trainer.

## Nachfolger
Nachfolger wurde der CB Estudiantes, der im Jahr 2000 sein Startrecht an den BM Alicante Costa Blanca abgab. Im Jahr 2017 wurde der Verein CBM Sporting Alicante gegründet, der sich in der Tradition von Calpisa und Tecnisa  sieht. Aus diesem Verein wurde Eón Balonmano Alicante.

## Ehrungen in Alicante
In Alicante wurden einige der Spieler als Namensgeber für Straßen und Sportstätten geehrt. Die Namen „Pitíu“ Rochel und Nacho Novoa tragen Sporthallen, nach Santos Labaka, José Luís Soriano („Poli“), „Pitu“ Perramón und Javier Cabanas sind Straßen benannt worden.